# Евсиков, Иван Иванович
Иван Иванович Евсиков (1924 — 1993) — советский гвардии рядовой, разведчик-наблюдатель  4-го отдельного гвардейского противотанкового дивизиона, 4-го гвардейского кавалерийского корпуса, 2-го Украинского фронта. Полный кавалер Ордена Славы.

## Биография
Родился 25 октября 1924 года в городе Сергиев Посад в рабочей семье. В 1938 году окончил пять классов, работал трактористом в Краснодарском совхозе «Красный борец».
С 1943 года призван в ряды РККА и после окончания сержантской школы направлен в действующую армию — разведчик-наблюдатель 4-го отдельного гвардейского противотанкового дивизиона, 4-го гвардейского кавалерийского корпуса, воевал на 4-м Украинском, 3-м Украинском, 1-м Белорусском и 2-м Украинском фронтах, участвовал во всех наступательных операциях кавалерийского корпуса, был дважды ранен.
14 марта 1944 года гвардии рядовой И. И. Евсиков в районе села Орлово при разгроме вражеской колонны истребил около десяти гитлеровцев. За это 26 апреля 1944 года Указом Президиума Верховного Совета СССР И. И. Евсиков был награждён Орденом Славы 3-й степени.
13 июля 1944 года гвардии рядовой И. И. Евсиков в числе первых ворвался в село Цыганувка вывел из строя восемь солдат и пулемёт противника. 21 июля 1944 года в селе Вильямовичи захватил в плен шесть фашистов. Действуя в разведке, добывал ценные сведения о противнике. 29 августа 1944 года Указом Президиума Верховного Совета СССР И. И. Евсиков был награждён Орденом Славы 2-й степени.
С 7 по 13 октября 1944 года разведчик-наблюдатель гвардии рядовой И. И. Евсиков в боях у населённых пунктов Сегхалом (Венгрия) и Борш (Румыния) уничтожил два пулемёта с расчётами, десять вражеских солдат и два взял в плен. 28 апреля 1944 года Указом Президиума Верховного Совета СССР И. И. Евсиков был награждён Орденом Славы 1-й степени.
В 1947 года И. И. Евсиков был демобилизован из Советской армии. Жил в городе Ростов-на-Дону, работал слесарем в монтажном управлении «Ростовгражданстройтрест». Старшина в отставке. Умер в 1993 году в городе Ростов-на-Дону.
В декабре 2020 года имя Ивана Евсикова присвоено улице в Сергиевом Посаде.

## Награды
- Орден Славы I степени (1945)
- Орден Славы II степени (1944)
- Орден Славы III степени (1944)
- Орден Отечественной войны II степени
- Орден Отечественной войны I степени (1985)